# Шалби
Шалби (њем. Schaalby) општина је у њемачкој савезној држави Шлезвиг-Холштајн. Једно је од 134 општинска средишта округа Шлезвиг-Фленсбург. Према процјени из 2010. у општини је живјело 1.689 становника. Посједује регионалну шифру (AGS) 1059073.

## Географски и демографски подаци
Шалби се налази у савезној држави Шлезвиг-Холштајн у округу Шлезвиг-Фленсбург. Општина се налази на надморској висини од 14 метара. Површина општине износи 25,0 km². У самом мјесту је, према процјени из 2010. године, живјело 1.689 становника. Просјечна густина становништва износи 68 становника/km².